# Almorí
El almorí se trata de un condimento muy empleado en la culinaria medieval española de Al-Ándalus. Se trata de una masa elaborada con harina (en algunos casos de cebada), abundante sal, miel, vinagre y especias diversas. El contenido podría variar, pero en cualquier caso se menciona su aroma penetrante. A veces se emplea zumo de uva, los sabores del almorí recuerdan a algunos autores a la elaboración del actual salmorejo. Parece ser que el condimento era tan famoso que se aplicaba en la elaboración de muchos platos, bien sea de carne o de pescado. El uso de abundante de sal ha sido origen etimológico de la palabra salmuera.
En la época romana, muria era como se nombraba en latín al residuo que resultaba de la obtención del garum, una salsa de vísceras de pescado fermentadas y maceradas en sal con varias hierbas aromáticas. El garum se siguió preparando en áreas con importante tradición de salazón, como en las costas meridionales de Hispania, donde desde época prerromana se dan las factorías de salazón y la almadraba del atún. Cuando los árabes llegaron a la península ibérica, se continuó preparando el garum bajo la denominación de al-murí. Tanto en castellano como en catalán, salmuera o salmorra se refiere a un producto fermentado en sal y vinagre. 